# Санкт-Петер-Ординг
Санкт-Петер-Ординг (нем. Sankt Peter-Ording) — община в Германии, курорт, расположен в земле Шлезвиг-Гольштейн.
Входит в состав района Северная Фризия. Подчиняется управлению Айдерштедт. Население составляет 4127 человек (на 31 декабря 2010 года). Занимает площадь 28,28 км².
Официальным языком в населённом пункте, помимо немецкого, является севернофризский.

## Административно-территориальное деление
Муниципалитет Санкт-Петер-Ординг состоит из четырех районов - Бёль, Бад, Дорф (юг) и Ординг. 

## Велотуризм
Через Санкт-Петер-Ординг был проложен один из участков немецкого сегмента европейского велосипедного маршрута EuroVelo EV12.

## Фотографии

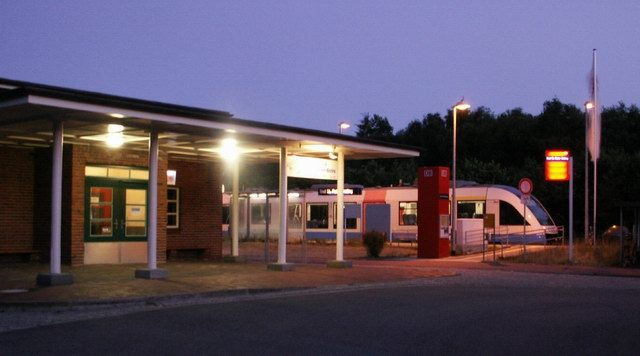
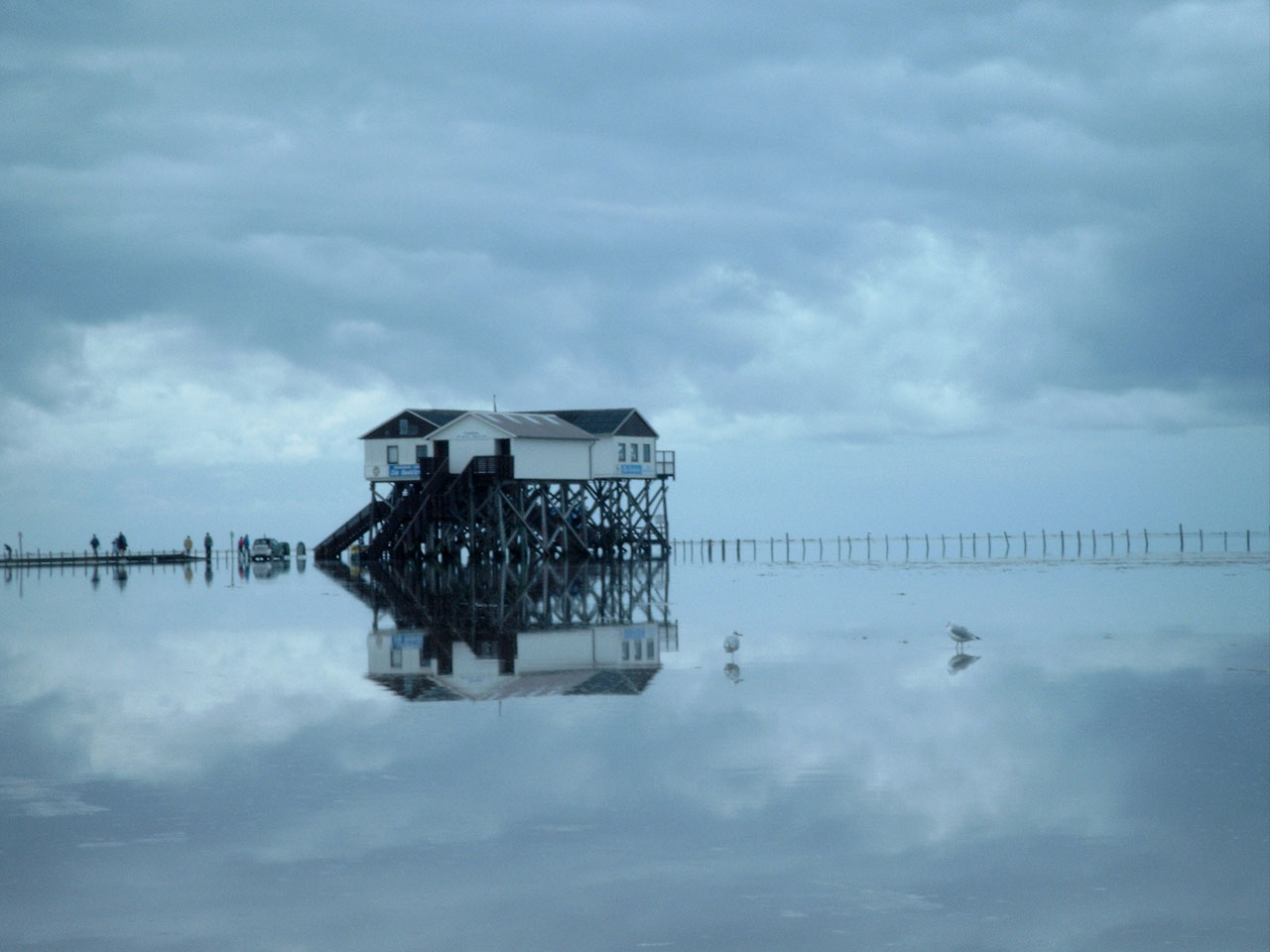
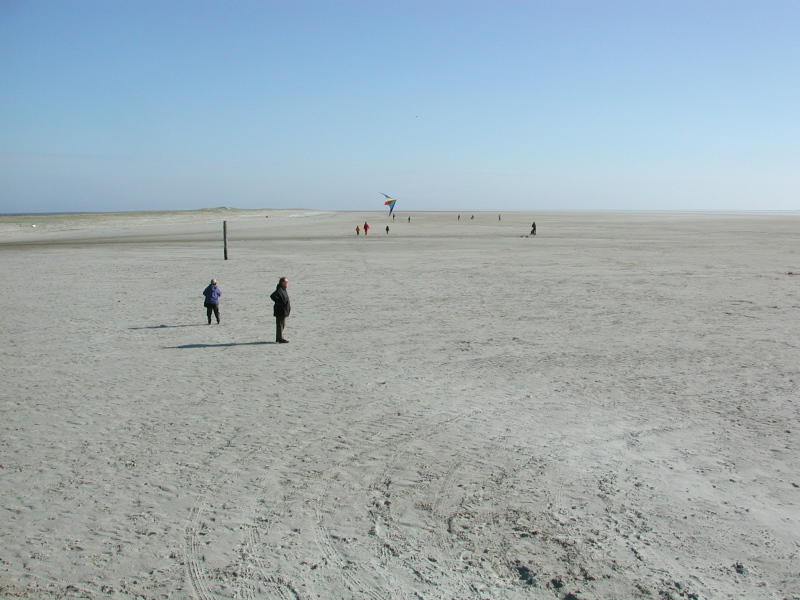
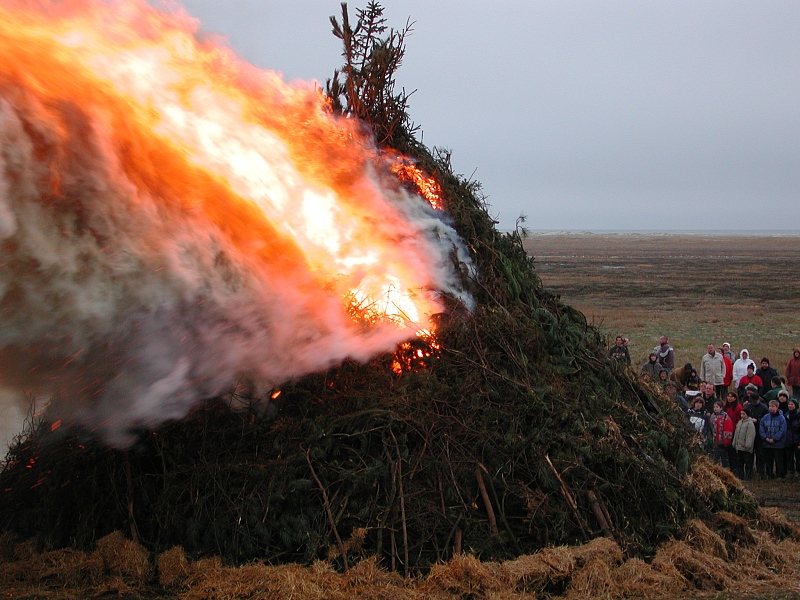
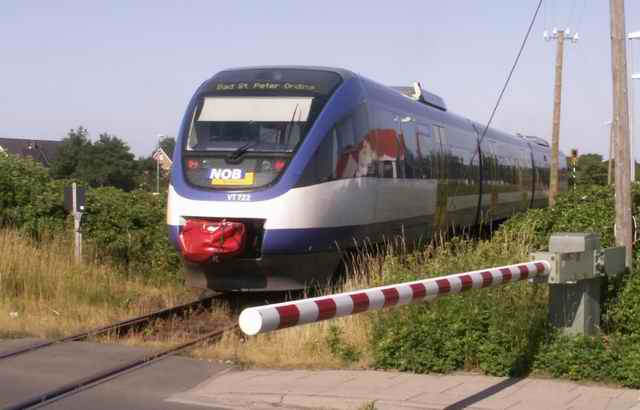